# Rhacochelifer tibestiensis
Espèce
Rhacochelifer tibestiensis est une espèce de pseudoscorpions de la famille des Cheliferidae.

## Distribution
Cette espèce est endémique du Tchad. Elle se rencontre au Tibesti.

## Description
Le mâle holotype mesure 3,000 mm et la femelle paratype 3,000 mm.

## Étymologie
Son nom d'espèce, composé de tibesti et du suffixe latin -ensis, « qui vit dans, qui habite », lui a été donné en référence au lieu de sa découverte, le Tibesti.

## Publication originale
- Heurtault, 1971 : Pseudoscorpions de la région du Tibesti (Sahara méridional). 4. Cheliferidae. Bulletin du Muséum national d'histoire naturelle, Paris, vol. 42, no 4, p. 685-707 (texte intégral).